# Амид лития
Амид лития — неорганическое вещество с формулой LiNH2, может рассматриваться как производное аммиака. Белый порошок, реагирует с водой.

## Получение
- Амид лития получают взаимодействием аммиака с металлическим литием:

{\displaystyle {\mathsf {2\ Li+2\ NH_{3}\ {\xrightarrow {220^{o}C}}\ 2\ LiNH_{2}+H_{2}}}}
- также аммиак взаимодействует с гидридом лития:

{\displaystyle {\mathsf {LiH+NH_{3}\ {\xrightarrow {350^{o}C}}\ LiNH_{2}+H_{2}}}}

## Физические свойства
Амид лития образует бесцветные тетрагональные кристаллы.
Расплавленный амид лития становится зеленым, но при охлаждении вновь обесцвечивается.

## Химические свойства
- Плавится без разложения, однако при дальнейшем нагревании разлагается, образуя имид лития:

{\displaystyle {\mathsf {2\ LiNH_{2}\ \xrightarrow {400-500^{o}C} \ Li_{2}NH+NH_{3}}}}
- Полностью гидролизуется даже холодной водой:

{\displaystyle {\mathsf {LiNH_{2}+H_{2}O\ {\xrightarrow {\ }}\ LiOH+NH_{3}}}}
- Реагирует с кислотами:

{\displaystyle {\mathsf {LiNH_{2}+2\ HCl\ {\xrightarrow {\ }}\ LiCl+NH_{4}Cl}}}

## Применение
- Амид лития относится к многотоннажному производству, упаковывается в бочки по 25 и 50 кг, цена ≈30÷50 $/кг.

- Используется как обезвоживающий агент, в органическом синтезе для введения аминогруппы, как катализатор в реакциях конденсации.

- Амид лития рассматривается как перспективный материал — накопитель водорода [1].